# Neuron

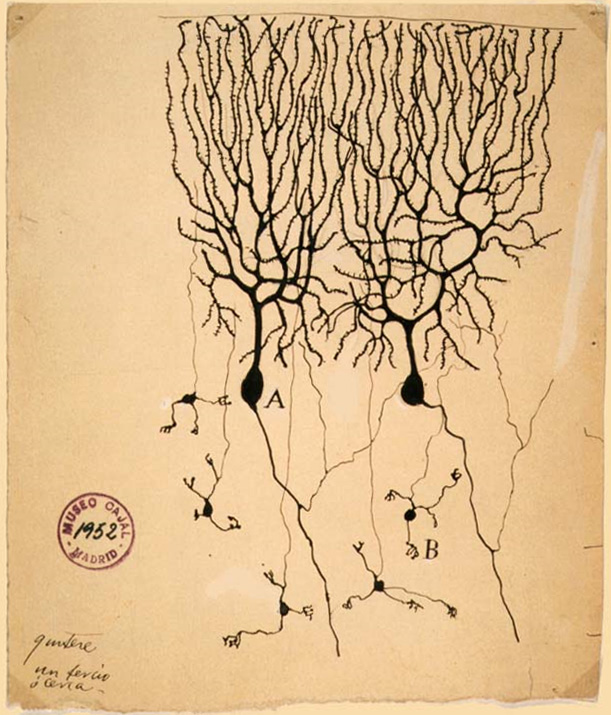
Imaginea 1 - Neuron – Desen de Santiago Ramón y Cajal al unor neuroni din cerebelul porumbelului. (A) - exemplu de celule Purkinje bipolare, (B) - exemplu de celule granulare, multipolare.

Neuronii sunt o clasă de celule specifice pentru țesutul nervos, prezente la toate animalele vertebrate și majoritatea speciilor nevertebrate superioare celenteratelor. Neuronul este o celulă specializată în recepționarea și transmiterea informației prin mijloace electrice, reprezentând unitatea elementară (celulară), anatomică, funcțională, embriologică, trofică și metabolică a sistemului nervos.
Neuronii au mărimi cuprinse între 100-200 μm și 4-8 μm și sunt alcătuiți dintr-un corp celular (soma) și un număr variabil de prelungiri care recepționează impulsuri (dendrite) și transmit impulsuri (axon). Dacă sunt incluse în calculul dimensiunilor și lungimea prelungirilor, există neuroni care depășesc un metru lungime (ex: neuronii motori spinali în cadrul nervului sciatic).
Primele descrieri structurale ale neuronilor și chiar conceptul de neuron ca unitate individuală a sistemului nervos au fost introduse de anatomistul și histologul spaniol Santiago Ramón y Cajal în anul 1891. El a arătat că neuronii sunt celule individuale (nu o rețea continuă de fibre aflate în contact) și a emis pentru prima dată ipoteza conform căreia acest tip de celule comunică între ele fără a fi aflate în contact fizic. Această perspectivă, care poartă numele de doctrină neuronală a fost ulterior confirmată empiric odată cu apariția microscoapelor electronice și în prezent stă la baza tuturor modelelor aplicabile în neuroștiințe. Pentru contribuția sa la înțelegerea structurii sistemului nervos și identificarea neuronului ca unitate de bază a acestuia i-a fost acordat premiul Nobel pentru Medicină sau Fiziologie în 1906.
Termenul de ”neuron” a fost utilizat pentru prima dată de patologul Heinrich Wilhelm Gottfried von Waldeyer-Hartz în 1891.
Contribuții notabile la cunoașterea celulei nervoase în stare normală și patologică, reprezentate în principal de studii asupra neurofibrilelor, evidențierea fenomenului de neuronofagie și identificarea ”plăcilor senile”, au fost aduse și de medicul și cercetătorul român  Gheorghe Marinescu, fiind sistematizate în monografia sa ”Celula nervoasă” (La cellule nerveuse, Paris, 1909), lucrare a cărei prefață a fost scrisă chiar de către Santiago Ramón y Cajal.

Componentele unui neuron:
a. dendrite
b. corp celular
c. nucleu
d. conul de emergență al axonului
e. teacă de mielină
f. celulă Schwann
g. strangulație Ranvier
h. butoni terminali

Din punct de vedere funcțional, neuronul se împarte în trei regiuni:
- regiunea receptoare recepționează și procesează informația, fiind formată din dendrite și soma. Aici se stabilește contactul cu alți neuroni prin sinapse, dar, de obicei, nu se formează potențiale de acțiune în această regiune, ci doar potențiale locale (potențiale postsinaptice).
- regiunea conductoare leagă regiunea receptoare de cea efectoare. Ea este formată din porțiunea liniară a axonului, de la locul în care acesta iese din corpul celular (hilul axonic) până la arborizația sa terminală. La acest nivel sunt generate potențialele de acțiune prin sumarea potențialelor locale. În unele situații, și această regiune poate juca rol de componentă post-sinaptică în relații cu alți neuroni (în cadrul sinapselor denumite axo-axonale)
- regiunea efectoare este cea în care potențialul de acțiune determină eliberarea unor substanțe specifice (neurotransmițători) stocate în porțiunea terminală a ramificaților axonului (butonii terminali) în fanta sinaptică.

## Structura neuronului

Diagrama unui motoneuron cu axon cu teacă de mielină tipic vertebratelor.

Neuronii prezintă un grad ridicat de variabilitate a structurii care este în mod obligatoriu adaptată funcției îndeplinite de un anumit neuron, însă toți neuronii împart un număr de trăsături esențiale activității lor de generare și transmitere a impulsurilor nervoase.

### Corpul celular (pericarion)
Neuronii au, în general, un singur nucleu, dispus central, care prezintă unul sau doi nucleoli. Exemplele de neuroni binucleați (și chiar trinucleați) care au fost identificați mircoscopic sunt în prezent considerați rezultatul unor fenomene de fuziune celulară a unor neuroni adiacenți.  La nivelul nucleului neuronal este sintetizată o cantitate ridicată de ARN, iar cromatina este dispersată.
Ribozomii sunt asociați reticulului endoplasmatic rugos și formează substanța tigroidă (corpusculii Nissl). Corpii Nissl se găsesc în corpul celular și în porțiunea inițială a dendritelor, dar niciodată în axon. Ei au un rol cheie în metabolismul proteic neuronal.
Reticulul endoplasmatic neted are un rol în reglarea nivelului de ioni de calciu din neuron.
Microfilamentele, neurofilamentele și microtubulii formează citoscheletul neuronului. Trebuie menționat că neurofilamentele (asociate, formează neurofibrilele) au un rol mecanic, de susținere și de conducere a influxului nervos.
Mitocondriile se găsesc în corpul celular, însă cele mai multe se concentrează în butonii terminali ai axonului.

### Dendritele
Dendritele reprezintă ramificații neuronale variabile ca număr și grad de complexitate care se îngustează progresiv de la punctul de origine la nivelul corpului celular înspre porțiunea periferică (din engleză, fenomen de tapering), având astfel segmentul terminal mai subțire. Ele sunt specializate în primirea informației, motiv pentru care prezintă în structura membranei celulare numeroși receptori ,cu afinitate pentru diverși neurotransmițător, al căror funcție este ”traducerea” semnalului chimic în semnal electric. Dendritele alcătuiesc componenta responsabilă de transmiterea centripetă a impulsului nervos prin neuron.
Deși în concepția clasică ramificațiile dendritice erau asimilate unor simple ”cabluri” de conducere a impulsurilor electrice spre corpul celular este recunoscut la ora actuală rolul activ, computațional și modulator pe care acestea îl joacă.
În citoplasma dendritelor se găsesc rețele dense de microtubuli și prelungiri ale reticulului endoplasmatic.

#### Spinii dendritici
La nivelul zonelor dendritice care participă în realizarea unor sinapse sunt evidențiabile numeroase excrescențe care poartă denumirea de spini dendritici, cu rol principal în creșterea suprafeței componentei postsinaptice care participă la preluarea semnalului. Aceștia au o structură variabilă, fiind cel mai adesea alcătuiți dintr-un ”gât” mai subțire în locul de origine din axul principal al dendritei și un ”cap” de diametru mai mare. Rezistența acestei structurii se bazează pe un schelet de actină, iar la nivelul spinilor are loc un proces permanent de polimerizare a actinei monomerice (actina G) în actină filamentoasă (actină F), fenomen care pare să explice capacitatea de remodelare permanentă a acestor spini. În zona ”apicală” a capului spinilor este definită o porțiune denumită ”densitatea post-sinaptică” (engleză: PSD, post synaptic density) la nivelul căreia există un circuit activ de exprimare și retragere a diverselor proteine membranare de suprafața, inclusiv receptori ionotropici și metabotropici.
Spinii dendritici au o natură deosebit de dinamică, cu variații semnificative în număr, morfologie și structură, iar la nivel cerebral aceste modificări la nivelul spinilor au fost puse în legătură cu procese precum memoria, învățarea, dar și cu anumite determinări comportamentale, fiind evidențiate reacții ale spinilor dendritici în cadrul procesului de potențiere pe termen lung.

### Axonul
Axonul este o prelungire unică, cel mai adesea bine reprezentată, a cărui punct de origine este inserat pe corpul celular printr-o porțiune conică ce poartă denumirea de ”hil axonic” (engleză: axonal hilllock). Imediat distal de acest hil se află o porțiune obligatoriu lipsită de teacă de mielină (chiar și în cazul neuronilor altminteri mielinizați) care poartă denumirea de segment inițial și care reprezintă locul unde este generat potențial de acțiune (ca urmare directă a fenomenelor electrice desfășurate anterior în dendrite și corpul neuronal). Axonul este componenta neuronală responsabilă de transmiterea centrifugă a impulsului nervos prin neuron.
În cazul celor mai multor tipuri de neuroni axonul, comparativ cu dendritele, este mai subțire (fără însă să prezinte fenomenul de subțiere dinspre origine spre porțiunea terminală) și este mai lung (putând depăși chiar 1m lungime în cazul neuronilor din componența unor nervi spinali), iar o urmare directă a acestei disproporții între axon și celelalte două segmente este faptul că la acest nivel se găsește cea mai mare parte din citoplasma neuronului (până la de 1000 de ori mai multă decât în pericarion și dendrite la un loc) purtând denumirea de axoplasmă. Pentru menținerea stabilității axonului este necesar un sistem complex microtubuli și microfilamente cu dispunere paralelă care asigură integritate mecanica dar care simultan servesc și ca suport pentru fenomenele complexe ale transportului axonal de substanțe.
Membrana celulară a axonului  poartă numele de axolemă  și este (în cazul neuronilor mielinizați cu rol principal de conducere) la rândul ei învelită în trei teci:
1. Teaca de mielină : mielina este substanță bogată în lipide (aproximativ 85% din masa uscată) din care cele mai caracteristice (fără însă a fi prezente exclusiv în componența mielinei) sunt cerebrozidele (în special galactozil-ceramida)[11]. Teaca de mielină aderă intim la axolema și are rol de izolator electric. Ea prezintă întreruperi cu intervale regulate reprezentând situs-urile de propagare ”saltatorie” a potențialului de acțiune prin acest tip de neuroni, numite nodurile lui Ranvier.
2. Teaca lui Schwann (=neurilemă): alcătuită din celule Schwann, cu rol izolator, dar și trofic, care sunt înfășurate (în spirală) în jurul axonului. Celulele Schwann sunt principalele celule gliale ale sistemului nervos periferic, sunt absente în sistemul nervos central (unde oligondendrocitele joacă rolul celulelor mielinizante) și mai multe celule Schwann deservesc un singur axon. În cazul leziunilor axonale de la nivelul sistemului nervos periferic, celulelle Schwann au un rol important în eliminarea reziduurilor distal de locul leziunii (rezultate în urma degenerescenței walleriene) și promovarea regenerării axonale.[12]
3. Teaca lui Henle (=endoneurium) : strat subțire de țesut conjunctiv care înglobează complexele axon-celulă Schwann și vasele de sânge care alimentează axonul, alcătuit în principal din fibre de reticulină (colagen de tip III) dispuse paralel cu axonul și lichid endoneural. Rolul său este acela de a oferi rezistență mecanică și izolație electrică suplimentară.[13]

## Clasificare

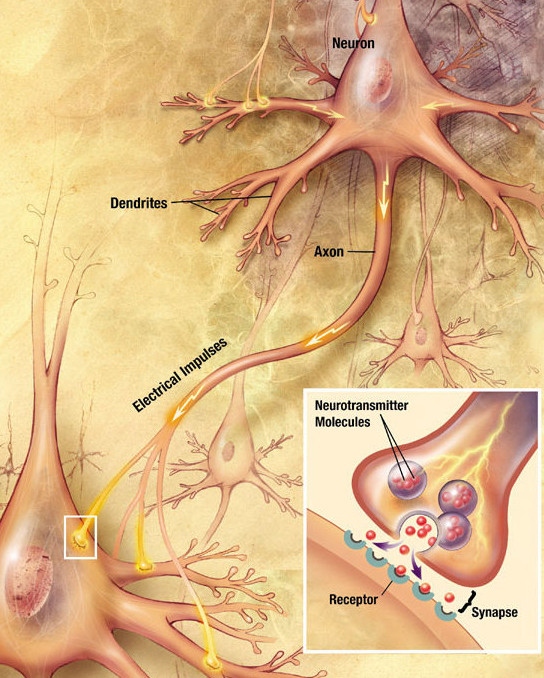

### După proiecția axonală[6]
- Neuron de proiecție (neuron principal, celulă Golgi de tip I): corpul celular se află într-un compartiment al sistemului nervos, dar terminația axonală este proiectată într-un alt compartiment, acțiunea neuronului fiind la distanță de pericarion

Exemplu: neuronii motori ai cortexului piramidal (a căror proiecție axonală ajunge în cornul anterior al măduvei spinării)
- Neuron intercalar (interneuron, celulă Golgi de tip II): terminația axonală este proiectată în același compartiment al sistemului nervos în care este localizat și corpul celular, acțiunea neuronului fiind în apropierea pericarionului. Au fost evidențiați neuroni intercalari a căror axon nu poate fi clar diferențiat de dendrite sau poate fi chiar absent, fiind astfel denumiți neuroni anaxonici.

Exemplu: neuronii bipolari din structura retinei, celulele amacrine din structura retinei (neuroni anaxonici)

### După numărul de prelungiri[6]
- Neuroni multipolari, cu număr mare de prelungiri (exemplu: neuronul motor din cornul anterior al măduvei spinării) - marea majoritate a neuronilor sunt multipolari
- Neuroni bipolari, cu doar două ramificații la extremități (exemple: celulele bipolare din structura retinei, neuronii ganglionari ai nervului vestibulocohlear, neuronii receptori olfactivi din structura epiteliului olfactiv).
- Neuroni pseudounipolari, cu o prelungire inițială unică  care se desparte ulterior în formă de T. Acești neuroni sunt (din punct de vedere embriologic) neuroni bipolari ai căror prelungiri ajung să fuzioneze în timpul dezvoltării[14]. Dacă componenta centrală, care comunică cu sistemul nervos central, poate fi cu certitudine clasificată ca fiind axonală, componenta periferică receptoare ridică probleme de clasificare, deoarece aceasta poate să prezinte structură axonală (prin dispoziția rețelei de microtubuli, prezența tecii de mielină, etc.) dar fucția sa este de a transmite impulsuri în manieră centripetă, spre corpul celular, fiind astfel asimilată dendritelor,. Neuronii pseudounipolari se pare că sunt, fără excepție, neuroni senzitivi.(exemple: neuronii din ganglionii rahidieni și ganglionii spinali)
- Neuroni unipolari adevărați, cu o singură prelungire, sunt prezenți în număr relativ scăzut la nivelul sistemului nervos uman, fiind mai degrabă caracteristici nevertebratelor.[15][16] (exemple: celulele fotoreceptoare cu con și bastonaș de la nivelul retinei)

### După dispunerea geometrică a dendritelor[6]
- Neuroni piramidali, cu o distribuție a ramificațiilor dendritice asemănătoare unei piramide. Dendritele neuronilor piramidali par să prezinte în mod obligatoriu spini dendritici. (exemplu: neuronii piramidali de la nivelul hipocampului)
- Neuroni stelați, cu o distribuție radială a ramificațiilor dendritice (cu centrul în corpul celular). Dendritele neuronilor stelați pot sau nu să prezinte spini dendritici. (exemplu: celulele stelate din stratul molecular al cortexului cerebelar)

### După funcționare
- Neuroni senzitivi (receptori),  care primesc excitațiile de la stimulii mediului extern - neuronii olfactivi, receptori termici, receptorii presiunii și receptorii durerii.
- Neuroni motori (efectori),  care transmit impulsul nervos prin axon pană la organele efectoare (mușchi, glande).
- Neuroni de asociație, care fac legătura între alți doi neuroni
- Neuroni secretori (neuroendocrini) - neuronii hipotalamusului, care secretă neurohormoni.

Trebuie avut în vedere că un neuron poate fi concomitent clasificat în funcție de mai multe criterii. Ca exemplu aleator, celulele piramidale Betz din cortexul motor sunt simultan neuroni de proiecție, multipolari, piramidali și motori.

## Proprietăți funcționale
Excitabilitatea este proprietatea de a intra în activitate sub acțiunea unui stimul. Membrana joacă un rol esențial prin canalele sale ionice care se deschid sau se închid în funcție de modificările de energie din preajma membranei.
Conductibilitatea este proprietatea de a conduce impulsurile. Această conducere se realizează diferit în fibrele mielinice și amielinice, cele mielinice fiind mai rapide (60–120 m/s în cele mai groase, 3–14 m/s în cele mai subțiri; iar în cele amielinice, 0.5–2 m/s).
Degenerescența se referă la degradarea neuronului în condiții de lezare serioasă a axonului.
Regenerarea este proprietatea de a se reface după anumite lezări.
Activitatea sinaptică se referă la codarea chimică a informației și transmiterea acesteia prin sinapse.

## Conectivitate
Neuronii comunică între ei prin sinapse. Axonul terminal al unei celule nervoase intră în contact cu terminația dendritică a unui alt neuron. Neuronii, precum celulele Purkinje, pot avea peste 1000 de ramificații dendritice, făcând conexiuni cu alte zeci de mii de celule.
Sinapsele pot fi excitatorii sau inhibitorii.
În creierul omenesc există un număr imens de neuroni, formând un număr imens de sinapse. Fiecare neuron dintre cele 16-18 miliarde (deși unii specialiști susțin existența a 40 de miliarde sau, și mai exagerat, 100 de miliarde) are, în medie, 7 000 de conexiuni sinaptice cu ceilalți neuroni, sau până la 10 mii de sinapse. Din păcate, din diferite motive, numărul sinapselor nu e aproximabil, ci doar speculabil.